# Cerkiew św. Dymitra Sołuńskiego w Płowdiwie
Cerkiew św. Dymitra Sołuńskiego – prawosławna cerkiew w Płowdiwie, na wzgórzu Dżambaz tepe, w jurysdykcji metropolii płowdiwskiej Bułgarskiego Kościoła Prawosławnego.

## Historia
Cerkiew została wzniesiona w I połowie XIX w. na miejscu zniszczonej średniowiecznej prawosławnej świątyni, która również nosiła wezwanie św. Dymitra Sołuńskiego. Budowla sakralna została ufundowana przez zamożnych mieszkańców Płowdiwu: Stojana Kurtowicza Czałykowa, Wyłka i Stojana Teodorowiczów Czałykowów, Iskra Kesiakowa, Todora Wyłkowicza oraz Iwana Politogłu. Ostatni z fundatorów opłacił ponadto wykonanie cerkiewnego ikonostasu. Ponadto Anton Kamizopulos, grecki kupiec zamieszkujący w Moskwie, podarował dla świątyni Ewangeliarz, kadzidła i szaty liturgiczne. Datki przekazywali również kupcy pochodzący z Płowdiwu, a zamieszkujący na stałe poza rodzinnym miastem oraz mieszkańcy pobliskich miejscowości. Prawdopodobnie budową świątyni kierował Stojo Iwanow, mistrz ze szkoły bracigowskiej. W latach 1860–1869 trwały prace nad cerkiewnym ikonostasem, wykonanym przez artystów miejscowych oraz przybyłych z Edirne pod kierunkiem greckiego malarza A. Kalumena.
Po utworzeniu w 1870 r. Egzarchatu Bułgarskiego w Płowdiwie utrzymano metropolię grecką (w jurysdykcji Patriarchatu Konstantynopolitańskiego, od którego oddzielił się egzarchat). Cerkiew św. Dymitra była jedną ze świątyń, które do 1906 r.  pozostawały we władaniu duchowieństwa greckiego, a nabożeństwa w niej odbywały się w języku koine. W latach 20. XX wieku cerkiew została przekazana społeczności rosyjskich białych emigrantów. Rosyjski charakter miejscowej parafii utrzymywał się do 1964 r.

## Architektura

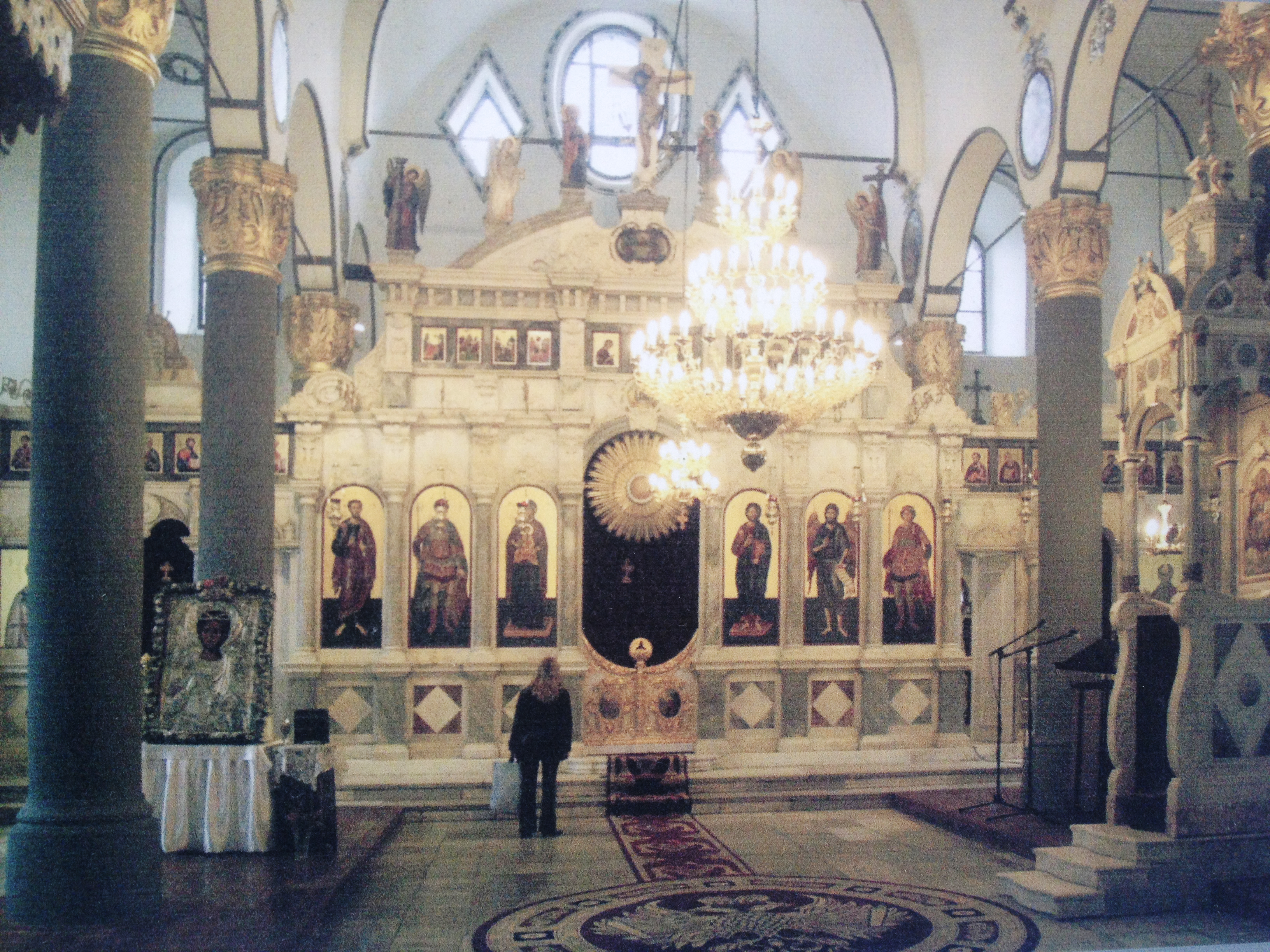
Ikonostas

Cerkiew jest trójnawową pseudobazyliką z otwartym od zachodu przedsionkiem zdobioną marmurową kolumnadą. Ponad przedsionkiem znajduje się empora. Nawy oddzielone są od siebie rzędami kolumn, podtrzymujących sklepienie kolebkowe. Cerkiewny ikonostas został wykonany z marmuru w stylu typowym dla bułgarskiego odrodzenia narodowego. Na wyposażeniu świątyni pozostają również ikony starsze od samego budynku świątyni: wizerunki Chrystusa, Matki Bożej, św. Dymitra i św. Miny, jak również XIX-wieczne ikony Nikoli Odrinczanina. Fundacją Antona Kamizopulosa jest znacznych rozmiarów ikona św. Antoniego Wielkiego wykonana w Rosji. Pierwotnie w cerkwi znajdowała się również dekoracja malarska ścian, jednak przetrwały z niej tylko wizerunki kilku świętych w medalionach między kolumnami.
Teren cerkiewny otoczony jest kamiennym murem. Oprócz głównego budynku cerkwi na świątynnym terytorium znajduje się kaplica świętych Kirika i Julity, przeznaczona do uroczystego święcenia wody. Od północy do cerkiewnego przedsionka przylega dzwonnica.